# Skoki do wody na Mistrzostwach Świata w Pływaniu 2019 – konkurs drużynowy
Konkurs drużynowy – jedna z konkurencji rozgrywanych w ramach skoków do wody, podczas mistrzostw świata w pływaniu w 2019. Zawody w tej konkurencji rozegrano 16 lipca, udział w nich brało 16 duetów.
Zwycięzcami konkurencji okazali się reprezentanci Chin Yang Jian i Lin Shan. Drugą pozycję zajęli zawodnicy z Rosji Siergiej Nazin i Julija Tymoszynina, trzecią zaś reprezentujący Stany Zjednoczone Andrew Capobianco i Katrina Young.

## Wyniki
| Miejsce | Zawodnicy                            | Państwo           | Wynik  |
| ------- | ------------------------------------ | ----------------- | ------ |
| 01 !    | Yang Jian Lin Shan                   | Chiny             | 416,65 |
| 02 !    | Siergiej Nazin Julija Tymoszynina    | Rosja             | 390,05 |
| 03 !    | Andrew Capobianco Katrina Young      | Stany Zjednoczone | 357,60 |
| 4.      | Chew Yiwei Leong Mun Yee             | Malezja           | 347,80 |
| 5.      | Cassiel Rousseau Laura Hingston      | Australia         | 329,30 |
| 6.      | Ross Haslam Eden Cheng               | Wielka Brytania   | 327,90 |
| 7.      | Sebastián Villa Diana Pineda         | Kolumbia          | 325,40 |
| 8.      | Lars Rüdiger Maria Kurjo             | Niemcy            | 324,50 |
| 9.      | Ołeksij Sereda Hanna Arnautowa       | Ukraina           | 323,20 |
| 10.     | Iván García Paola Espinosa           | Meksyk            | 319,55 |
| 11.     | Vinko Paradzik Ellen Ek              | Szwecja           | 315,65 |
| 12.     | Carlos Ramos Anisley García          | Kuba              | 306,60 |
| 13.     | Riccardo Giovannini Chiara Pellacani | Włochy            | 301,05 |
| 14.     | Óscar Ariza María Betancourt         | Wenezuela         | 294,00 |
| 15.     | Isaac Souza Tammy Takagi             | Brazylia          | 287,10 |
| 16.     | Thitipoom Marksin Ramanya Yanmongkon | Tajlandia         | 238,70 |